# Наторов, Виктор Александрович
Виктор Александрович Наторов (15 апреля 1973, Днепропетровск) — советский и украинский футболист, полузащитник.

## Биография
Воспитанник днепропетровского спортинтерната, тренер — Николай Васильевич Майсурадзе.
В профессиональном футболе дебютировал в последнем сезоне первенства СССР во второй низшей лиге в составе клуба «Темп» (Шепетовка). В первые годы после распада СССР играл в украинских клубах низших лиг — в первой и второй лигах за армейский клуб «Орияна»/ЦСК ВСУ (Киев), во второй лиге за «Шахтёр» (Павлоград) и в первой — за «Металлург» (Никополь).
В 1996 году перешёл в российский клуб «Волга» (Ульяновск), в том же сезоне команда заняла второе место в зональном турнире третьей лиги и заслужила повышение в классе. В первой половине следующего сезона футболист со своим клубом выступал во втором дивизионе.
В сезоне 1997/98 играл в высшем дивизионе Венгрии за «МТК-Хунгария», провёл одну игру за основной состав, а также 15 матчей за дубль.
Затем несколько лет выступал в Казахстане, но очень редко выходил на поле. В 1999 году в составе петропавловского клуба «Аксесс-Есиль» сыграл 2 матча в высшей лиге и 3 игры в Кубке Казахстана, в итоге его команда стала финалистом Кубка в сезоне 1999/00, но сам игрок провёл последние матчи на стадии четвертьфинала. В 2000 году играл в первой лиге Казахстана за «Мангыстау». В 2001 году вернулся в клуб из Петропавловска, носивший теперь название «Есиль-Богатырь», но сыграл только один кубковый матч.
В 28-летнем возрасте завершил профессиональную карьеру, после этого некоторое время играл на любительском уровне в Днепропетровске.